# داشلوجة (بزكش)
داشلوجة (بالفارسية: داشلوجه) هي قرية تقع في إيران في قسم بزكش الریفي. يقدر عدد سكانها بـ 102 نسمة بحسب إحصاء 2016.